# Georg Ruger
George Rüger (auch Georgius Rüger, Georg Ruger; * ca. 1485; † 28. Juli 1559 in Dresden) war ein sächsischer Beamter, Dresdner Ratsherr und Bürgermeister.

## Leben
Über Rügers Herkunft ist nichts bekannt. Erstmals ist er im Jahr 1540 im Dresdner Ratsverzeichnis genannt. 1541 übernahm er das Amt des Richters, welches traditionell wegen des hohen Arbeitsaufwandes einem jüngeren Ratsherrn übertragen wurde. Beruflich war er als Gastwirt tätig und 1542 Inhaber des Gasthofs zum Goldenen Hirsch in der Nähe des Altmarktes.
Wenig später gab Ruger seinen Ratssitz auf und wechselte als kurfürstlicher  Küchen- und Fischmeister in den Dienst des Landesherren. Erst 1554 wird Rüger wieder als Mitglied des Rates erwähnt und übernahm 1557 das Amt des regierenden Bürgermeisters der Stadt. Ab 1558 war er zudem als Nachfolger Jobst Kettwigs Hospitalmeister des Maternihospitals. In diesem Jahr erhielt auch sein Sohn Hans Rüger das Dresdner Bürgerrecht. Nach dem Tod seines Vaters am 28. Juli 1559 (im Alter von 74 Jahren) wurde er 1564 ebenfalls Mitglied des Rates.
Rüger wurde auf dem Gottesacker der Kirche zu unser lieben Frauen in Dresden beerdigt.

„Anno 1559. Den 28. Juli um 2. Uhr Nachmittags ist in Gott seelig entschlaffen der Erbare und Wohlweise Herr George Rüger, weiland Herzog Georgen, Herzog Moritzen und Herzog Augusto, bey den Herzogen und Churfürsten zu Sachsen Küchenmeister und Fischmeister, auch dieser Stadt Dresden Bürgermeister, seines Alters 74. Jahr, dem Gott der Allmächtige gnade, ihm und uns allen eine fröliche Aufferstehung gnädig verleihe, Amen.“

## Familie
Georg Rügers Tochter Anna war verheiratet mit Hans Hase.